# Bengt Nilsson (musiker)
Bengt Arne Gunnar Nilsson, född 24 mars 1967 i Stora Kil, Värmland, är en svensk kompositör, ljudläggare, ljudmixare och fotograf. Han är bror till regissören Anders Nilsson.

## Filmmusik
- 1999 – Noll tolerans
- 2001 – Hem ljuva hem
- 2001 – Jordgubbar med riktig mjölk
- 2002 – Flytten
- 2003 – Kopps
- 2003 – Lejontämjaren
- 2003 – Den tredje vågen
- 2005 – Soldier 7
- 2006 – När mörkret faller
- 2009 – Kärleksbarn
- 2009 – Johan Falk – Gruppen för särskilda insatser
- 2009 – Johan Falk – Vapenbröder
- 2009 – Johan Falk – National Target
- 2009 – Johan Falk – Leo Gaut
- 2009 – Johan Falk – Operation Näktergal
- 2009 – Johan Falk – De fredlösa
- 2012 – Johan Falk: Spelets regler
- 2012 – Johan Falk: De 107 patrioterna
- 2012 – Johan Falk: Alla råns moder
- 2012 – Johan Falk: Organizatsija Karayan
- 2012 – Johan Falk: Barninfiltratören
- 2013 – Johan Falk: Kodnamn Lisa
- 2015 – Johan Falk: Ur askan i elden
- 2015 – Johan Falk: Tyst diplomati
- 2015 – Johan Falk: Blodsdiamanter
- 2015 – Johan Falk: Lockdown
- 2015 – Johan Falk: Slutet